# پرندگان آتشین
پرندگان آتشین (به انگلیسی: Fire Birds) یک فیلم سینمایی آمریکایی در ژانر اکشن و جنگی محصول سال ۱۹۹۰ میلادی به کارگردانی دیوید گرین است. بازیگران اصلی این فیلم نیکلاس کیج، تامی لی جونز و شان یانگ هستند.
نیکلاس کیج در این فیلم در نقش یک خلبان هلیکوپتر در تلاش برای از بین بردن کارتل مواد مخدر در آمریکای جنوبی بازی می‌کند.

## خلاصه داستان
ایالت متحده آمریکا با استفاده از نیروی هوایی خود به کشورهایی که می‌خواهند خود را از مواد مخدر و فروشنده‌های آن رها کنند کمک می‌کند. به تازگی کارتل‌های مواد مخدر یکی از بهترین خلبان‌ها را استخدام کرده‌اند و نیروی هوایی آمریکا می‌خواهد با او مقابله کند …